# Hans Daalder (politicoloog)
Hans Daalder (Bergen (NH), 4 mei 1928 – Den Haag, 4 april 2016) was een Nederlands politicoloog. Daalder was hoogleraar in de Wetenschap der Politiek aan de Universiteit Leiden in de jaren 1963-1993. In 2014 publiceerde hij, samen met Jelle Gaemers, het slotdeel van een vijfdelige biografie van Willem Drees, waaraan hij sinds zijn pensionering in 1993 had gewerkt.

## Opleiding
Daalder werd geboren in het politiek sterk betrokken leraarsgezin van Dirk Leonardus Daalder (1887-1963), onderwijzer en auteur over jeugdliteratuur. Na de lagere school bezocht hij gedurende de bezettingstijd en in het bevrijdingsjaar het Murmellius Gymnasium in Alkmaar, waar hij het eindexamen alpha behaalde in 1946. Vervolgens studeerde hij geschiedenis aan de toenmalige Gemeente Universiteit van Amsterdam, aan de "Politiek-Sociale Faculteit", voorloper van de "Zevende Faculteit".
Hij was een van de eersten die in juli 1949 het kandidaatsdiploma behaalden in de Sectie A van deze faculteit met als hoofdvakken wetenschap der politiek, economie en sociologie. Hij was vervolgens een klein jaar kandidaat-assistent van Prof. Dr. Kurt Baschwitz op het Instituut voor Perswetenschappen, en van 1950 tot eind 1953 kandidaat-assistent van de hoogleraar Jan Barents. Nog voordat hij zijn doctoraalexamen aflegde studeerde hij, tezamen met zijn echtgenote en medestudente Annie Pauline Neukircher (1928-2007) als British Council Scholar gedurende het kalenderjaar 1954 aan de London School of Economics and Political Science. Na zijn doctoraalexamen in mei 1955, met als hoofdvakken wetenschap der politiek, economie en Nederlands en vergelijkend staatsrecht, werkte hij een klein jaar aan een proefopdracht voor de geschiedschrijving van het verzetsblad Het Parool in de periode 1940-1941. Daalder keerde vervolgens bij Barents terug als doctoraalassistent (1956-1957). Hij promoveerde in 1960 aan de Universiteit van Amsterdam op het proefschrift Organisatie en reorganisatie van de Britse regering 1914-1958.

## Institute of Social Studies
Van 1958 tot 1963 was hij werkzaam als wetenschappelijk (hoofd)medewerker voor bestuurskunde en politicologie aan het International Institute of Social Studies in Den Haag, onderbroken in het academisch jaar 1960-1961 als post-doctoraal Rockefeller Fellow aan Harvard University en de University of California in Berkeley. In deze tijd verschoof zijn aandacht van studie van vooral het Britse en het Nederlandse politieke systeem naar vergelijkende studie van staatsvorming, politieke ontwikkeling en democratisering in zowel Europa als de Verenigde Staten. Dit bracht hem in aanraking met het werk van het Committee of Comparative Politics van de American Social Science Research Council. Hij werkte mee aan het deel Political Parties and Political Development, en aan het project van Robert Dahl, hoogleraar aan Yale University in Princeton,  Political Oppositions in Western Democracies In diezelfde tijd ontwikkelde hij met Val. R. Lorwin, Stein Rokkan en Robert Dahl plannen voor een internationaal vergelijkend project voor de studie van de Smaller European Democracies (SED). In het jaar 1966-1967 was hij tezamen met de genoemden Fellow aan het Center for Advanced Study in the Behavioral Sciences aan de Stanford University in Palo Alto.

## Hoogleraar wetenschap der politiek Leiden
In 1963 werd Daalder benoemd tot gewoon hoogleraar in de wetenschap der politiek aan de Faculteit der Rechtsgeleerdheid en sinds 1969 tevens aan de Faculteit der Sociale Wetenschappen aan de Rijksuniversiteit Leiden. Niet lang na zijn benoeming nam hij tezamen met de toenmalig parlementair redacteur van Het Parool Nico Cramer het initiatief tot een studie van het Nederlandse parlement. Dit bestond uit onderzoek naar de sociale herkomst van Nederlandse Kamerleden sinds 1848, een mondelinge enquête onder leden van de Tweede Kamer in 1968 en een studie naar feitelijke verrichtingen van het Nederlandse parlement sinds 1963 tot ?. Hij werkte samen met de Amerikaanse onderzoekers Warren Miller (die met onderzoekers uit verschillende landen, in Nederland met name Philip C. Stouthard en J.J.A. Thomassen, aan de Katholieke Hogeschool Tilburg het verschijnsel politieke representatie onderzocht) en Sidney Verba (die een vergelijkend onderzoek verrichtte in een zevental landen naar politieke participatie). Op de eerste parlementsenquête volgde een tweede onder leden van de Tweede Kamer in 1972. Er kwamen ook een representatieve steekproef en panel-onderzoek van Nederlandse kiezers in 1970, als onderdeel van het Nationaal Kiezersonderzoek dat de Nederlandse hoogleraren politicologie bij het toenmalige ZWO in 1971 hadden aangevraagd.

## Universitaire bestuurshervorming
In het roerige jaar 1969-1970 koos de faculteit der rechtsgeleerdheid Daalder tot decaan. Mede in deze hoedanigheid werd hij actief betrokken in processen van universitaire bestuurshervorming in Leiden en elders, voor en na de invoering van de Wet Universitaire Bestuurshervorming (WUB) in 1970. Bij de 25-jarige herdenking van de bevrijding in dat jaar kwam op initiatief van de faculteiten der rechtsgeleerdheid en de sociale wetenschappen de Cleveringa-leerstoel ter markering van het belang van de academische vrijheid tot stand.
Enige tijd later kwam het in de Sectie A van de Faculteit der Sociale Wetenschappen in Amsterdam tot ernstige conflicten, toegespitst op wat nationaal bekend zou worden als de kwestie-Daudt, naar de hoogleraar Hans Daudt. Daarbij waren de vrijheid en zeggenschap over de inhoud van het onderwijs in de politicologie en de vrijheid van wetenschappelijk onderzoek aan de Universiteit van Amsterdam, en deels ook nationaal, in het geding. Een en ander leidde onder meer tot de "Actie Broekmeyer" over gewenste hervormingen in de WUB. Daalder schreef een rapport over de politieke en bestuurlijke ontwikkelingen in de Nederlandse universiteiten voor een internationale groep leidende wetenschappers (verenigd in een organisatie met de naam The Crisis of the University, later The Future of the University). Dit leidde tot een omvangrijk internationaal vergelijkend onderzoek naar processen van democratisering en politisering in Europese universiteiten.

## European Consortium for Political Research
In 1970 kwam met steun van de Ford Foundation het European Consortium for Political Research (ECPR) tot stand, oorspronkelijk als een samenwerkingsverband van acht Europese onderzoeksinstellingen op het terrein van de politieke wetenschap. Daalder volgde Stein Rokkan op als voorzitter van het Consortium tussen 1976 en 1979, en bleef bestuurslid tot 1988. Het Consortium groeide uit tot een van de belangrijkste Europese en internationale wetenschapsorganisaties in de sociale wetenschappen, met meer dan 400 Europese instellingen en ‘associate institutions’ uit centra van onderzoek elders in de wereld.

## Europees Universitair Instituut
Tussen 1976 en 1979 was Daalder een van de eerste acht hoogleraren en het eerste Head of Department of Political and Social Sciences aan het oorspronkelijk door negen landen gestichte Europees Universitair Instituut in Florence. Hij organiseerde in 1979 voor de eerste keer een Summer School on Comparative European Politics, waarin leidende Europese geleerden gedurende vier weken zowel intensieve analyses van afzonderlijke landen als vergelijkende studies behandelden voor jonge politicologen werkzaam aan universiteiten en onderzoeksinstellingen. Hij keerde de drie jaar daarna (1980-1982) in de voorzomer telkens drie maanden terug naar dit instituut als Director van een drietal daarop volgende Summer Schools en voor de begeleiding van promovendi.

## Gasthoogleraarschappen
Naast ‘public lectures’ aan diverse universitaire instellingen in Europa en de Verenigde Staten  waaronder een tweetal Stein Rokkan Lectures tijdens de Joint Sessions of Workshops van de ECPR in Göteborg en aan de Universiteit van Bergen, was hij voor langere perioden gasthoogleraar aan Harvard University, de Katholieke Universiteit Leuven, het Juan March Instituto de Estudios Avanzados en Ciencias Sociales in Madrid en het Institut für Höhere Studien in Wenen.

## Einde hoogleraarschap in Leiden
In 1990 verwisselde Daalder zijn leerstoel wetenschap der politiek in Leiden voor een deeltijds hoogleraarschap. In april 1993 ging hij met emeritaat. Bij deze gelegenheid organiseerde hij een workshop in het kader van de in dat jaar in Leiden georganiseerde ECPR Joint Sessions. Daarin zagen prominente beoefenaars van vergelijkende studies van Europese politieke ontwikkelingen terug op hun eigen werk (het project "The Intellectual (Auto)biography of comparative European Politics").
Tijdens zijn emeritaat wijdde Daalder zich voornamelijk aan het schrijven (later met de historicus Jelle Gaemers) van een vijfdelige politieke biografie van Willem Drees, die tussen 2003 en 2014 verscheen. Daalder was al in 1973 door Drees benaderd om diens biografie te schrijven. De twee kenden elkaar van een oral history-project dat Daalder voor de Stichting Film en Wetenschap had uitgevoerd. Daarin had hij de oud-premier een tiental keer geïnterviewd.

## Persoonlijk leven
Daalder was gehuwd met Annie Pauline Neukircher (1928-2007) met wie hij drie kinderen kreeg. Zijn zoon Ivo Daalder is eveneens politicoloog; een andere zoon, Eric Daalder, was plaatsvervangend landsadvocaat en is sinds 2016 staatsraad bij de Raad van State. Hans Daalder overleed in 2016 op 87-jarige leeftijd.